# Store norske leksikon
O Store norske leksikon - em português Grande Enciclopédia Norueguesa - é uma enciclopédia generalista em norueguês, cujos artigos estão escritos tanto na variante bokmål como na variante nynorsk.
Foi publicada pela primeira vez em 1978, tendo sido editada em papel até 2010. Desde 2000 está acessível - gratuita e livremente - na Internet.

Conta com a colaboração de 450 redatores, e contem cerca de 170 000 verbetes. Está aberta à participação de todos os interessados.